# Callygris compositata
Callygris compositata là một loài bướm đêm trong họ Geometridae.